# Xaigüixi
Xaigüixi (en rus: Шайгуши) és un poble (un possiólok) de la República de Mordòvia, a Rússia, segons el cens del 2010 tenia 14 habitants, pertany al municipi de Babéievo. Es troba a 6 km al sud de Témnikov, la capital del districte.